# Il padre
Il padre (Fadren) è una tragedia del drammaturgo svedese August Strindberg composta nel 1887.

## Trama
Il Capitano – intransigente uomo di scienza – si trova in urto con la propria moglie per quanto riguarda l'educazione della figlia, a cui è molto affezionato. La moglie, tuttavia, lungi dal cedere su una questione che – per lei – appare fondamentale, si pone in aperta sfida con il marito.
Conoscendone le umane debolezze, approfitta di queste ultime per giocare una carta che, considerando il tema della discussione, appare decisamente eccessiva: instilla nell'uomo il dubbio sulla propria paternità. Vedendo il “successo” di questa sua provocazione, cerca inoltre di farlo interdire, facendolo dichiarare incapace di intendere e di volere, d'accordo con il suo medico. Sentendosi accerchiato, il Capitano sprofonda sempre più in un abisso di follia, incapace di sostenere un confronto diretto con la moglie, donna volitiva e priva di scrupoli.
Finirà definitivamente pazzo, al termine della pièce, tra le braccia materne della sua nutrice, donna dalle prosperose forme (archetipo materno per eccellenza) nel cui seno ritroverà un po' di serenità, sotto lo sguardo impietoso della moglie che finalmente avrà conquistato il potere.

## Commento
August Strindberg era convinto di aver scritto un dramma “naturalista”. Ma Émile Zola, a cui scrisse una lettera chiedendo un commento, rispose che, se pure lo aveva molto apprezzato, di sicuro non poteva considerarlo un testo che rispettava i canoni del Naturalismo. Formalmente, in effetti, la pièce potrebbe apparire una semplice analisi di un dramma familiare, ma al contrario, August Strindberg analizza ben altro. Il Naturalismo, che si proponeva una visione distaccata del mondo, quasi un ricercatore che osserva la realtà da un microscopio, è quanto di più distante dal teatro “interiore” strindberghiano.
Péter Szondi, difatti, partendo dall'assunto che il dramma (classico) si basa sull'accadere – presente – intersoggettivo, nota che, di questi tre elementi, proprio il terzo viene evidentemente a mancare.
L'intersoggettività, ovvero il rapporto tra due o più persone diverse, ne Il padre non viene rispettata, se non apparentemente, in quanto tutto il dramma altro non sarebbe che una rappresentazione dell'interiorità tormentata dell'autore, e del suo irrisolto conflitto con quella che una facile psicoanalisi potrebbe definire banalmente come il proprio “Io femminile”. In Strindberg, quindi, manca sempre “l'altro”, ma in compenso si trova spesso una cruda analisi di se stesso, impietosa proprio perché creduta rivolta verso l'esterno, tra individui diversi, che però fanno capo ad una sola persona: la psiche angosciata dell'autore stesso.

## Rappresentazioni
La prima italiana de Il padre è stata il 14 novembre 1895 a Trieste dalla Compagnia Zacconi-Pilotto, con Ermete Zacconi (Il Capitano) e Antonietta Moro (Laura).